# Uferpark
Het Uferpark (Oeverpark; Pools: Park Nabrezeżny) is een park langs de oevers van de grensrivier de Neisse, deels in het Duitse Görlitz en deels in het Poolse Zgorzelec. Het park is onderdeel van het Brückenpark, een door de Europese Unie gefinancierd project waarin ook een aantal bestaande parken in beide steden zijn opgenomen.
Het Poolse deel wordt ook wel de Bulwar grecki genoemd. Het Duitse deel ligt naast een voormalige fabriek. In de 18e eeuw grensde dit deel aan de Schrickelsche Garten. Aan de zuidzijde van de Duitse oever loopt het Uferpark over in de Stadthallengarten. Aan de zuidzijde van de Poolse oever gaat het park over in het Andrzej Błachaniecpark. Tot 1970 lag er ten hoogte van de voormalige schiethal, een voetgangersbrug .

## Afbeeldingen

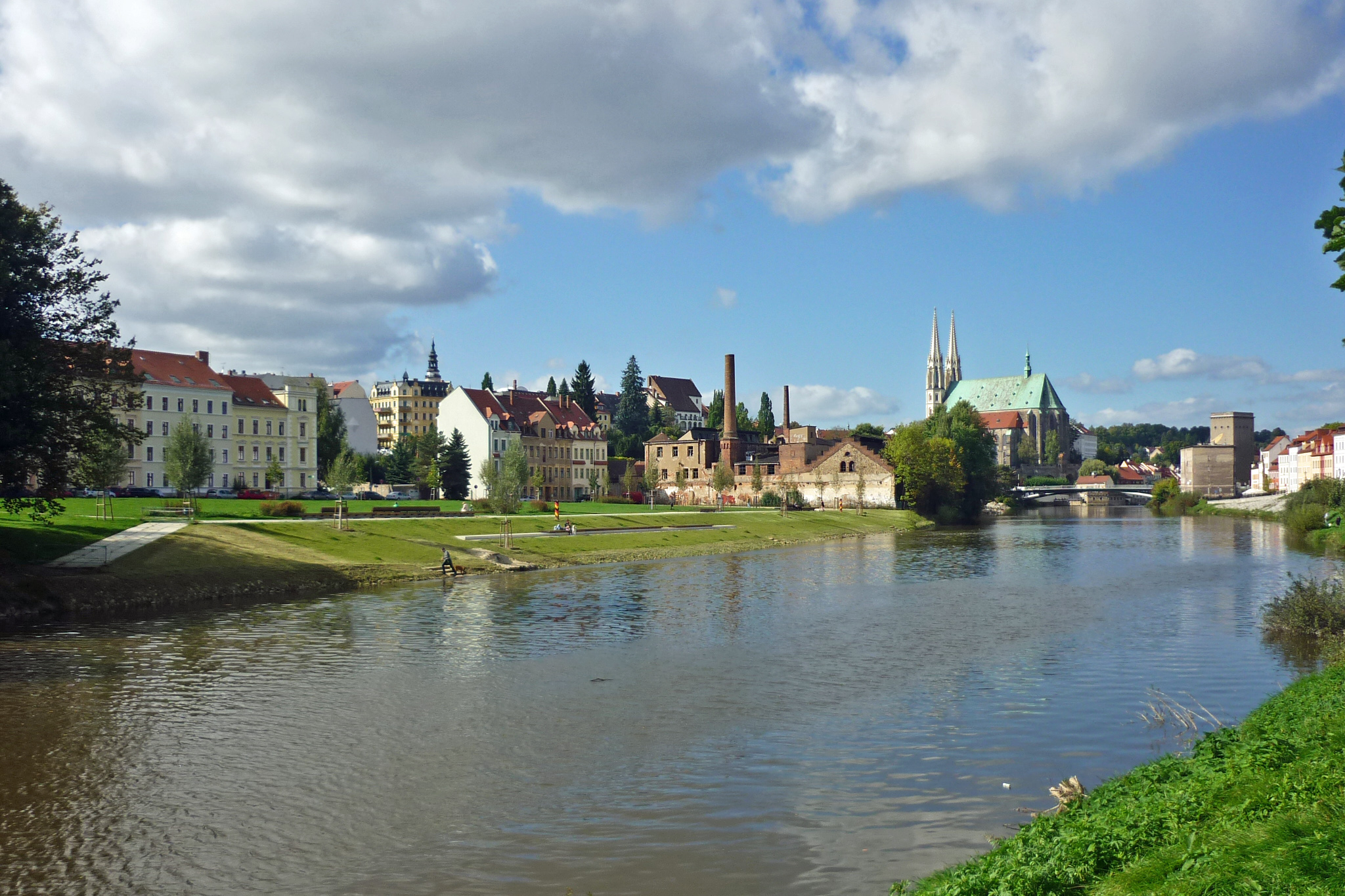
Oeverpromenade Görlitz
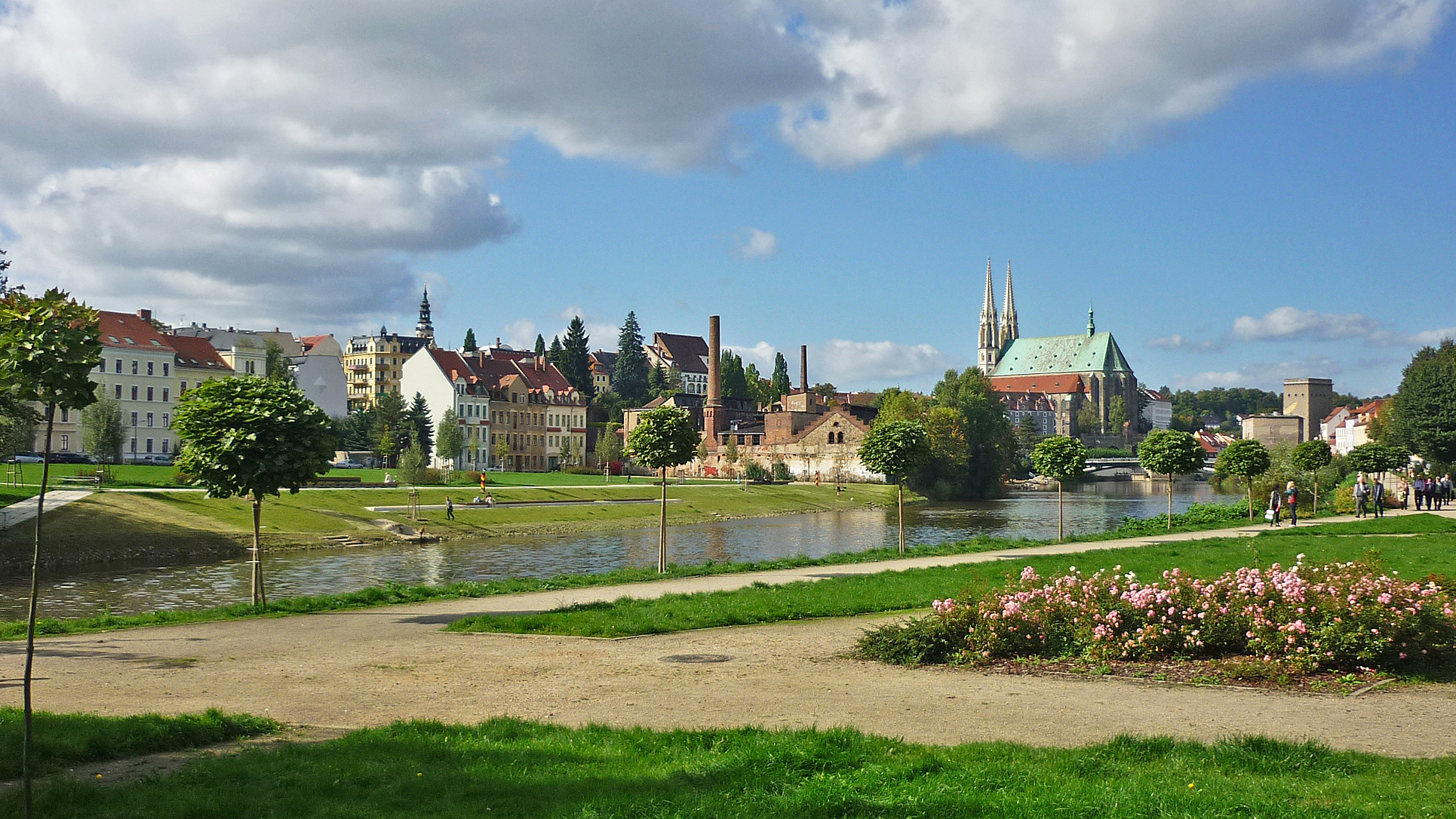
Oeverpromenade Zgorzelec